# Zdzisław Wawrausch
Zdzisław Wawrausch (ur. 14 grudnia 1865 w Drohobyczu, zm. 15 czerwca 1932) – polski prawnik, urzędnik, samorządowy.
Studiował prawo na Uniwersytecie Lwowskim kończąc je z tytułem doktora. Pracował następnie w Prokuratorii Skarbu i Krajowej Dyrekcji Skarbu we Lwowie. W 1907 został starostą c. k. powiatu łańcuckiego we wrześniu 1910 otrzymał tytuł obywatelstwa honorowego miasta Łańcut. W 1915 został mianowany radcą Namiestnictwa Galicji, podczas I wojny prowadził referat świadczeń wojennych.
2 maja 1923 został odznaczony Krzyżem Oficerskim Orderu Odrodzenia Polski „za długoletnią i gorliwą pracę zawodową”. 
Przybył do Krakowa po utworzeniu województwa krakowskiego. Po śmierci prezydenta Jana Kantego Federowicza 19 lipca 1924 wojewoda rozwiązał urzędującą Radę Miejską, zaś funkcję prezydenta powierzył wicewojewodzie Zdzisławowi Wawrauschowi działającemu w charakterze komisarza rządowego. Nie udało mu się jednak nawiązać współpracy z wiceprezydentami Józefem Sare, Karolem Rolle i Piotrem Wielgusem. Nie potrafił sprostać zadaniom jakie stanęły przed nim w związku z zarządzaniem wielkim miastem, nie znał problematyki i potrzeb Krakowa. Na własną prośbę ustąpił z zajmowanego stanowiska 18 lipca 1925, jego miejsce zajął długoletni radny miejski Witold Ostrowski.
Został pochowany na cmentarzu Rakowickim (kwatera D, grób rodzinny).

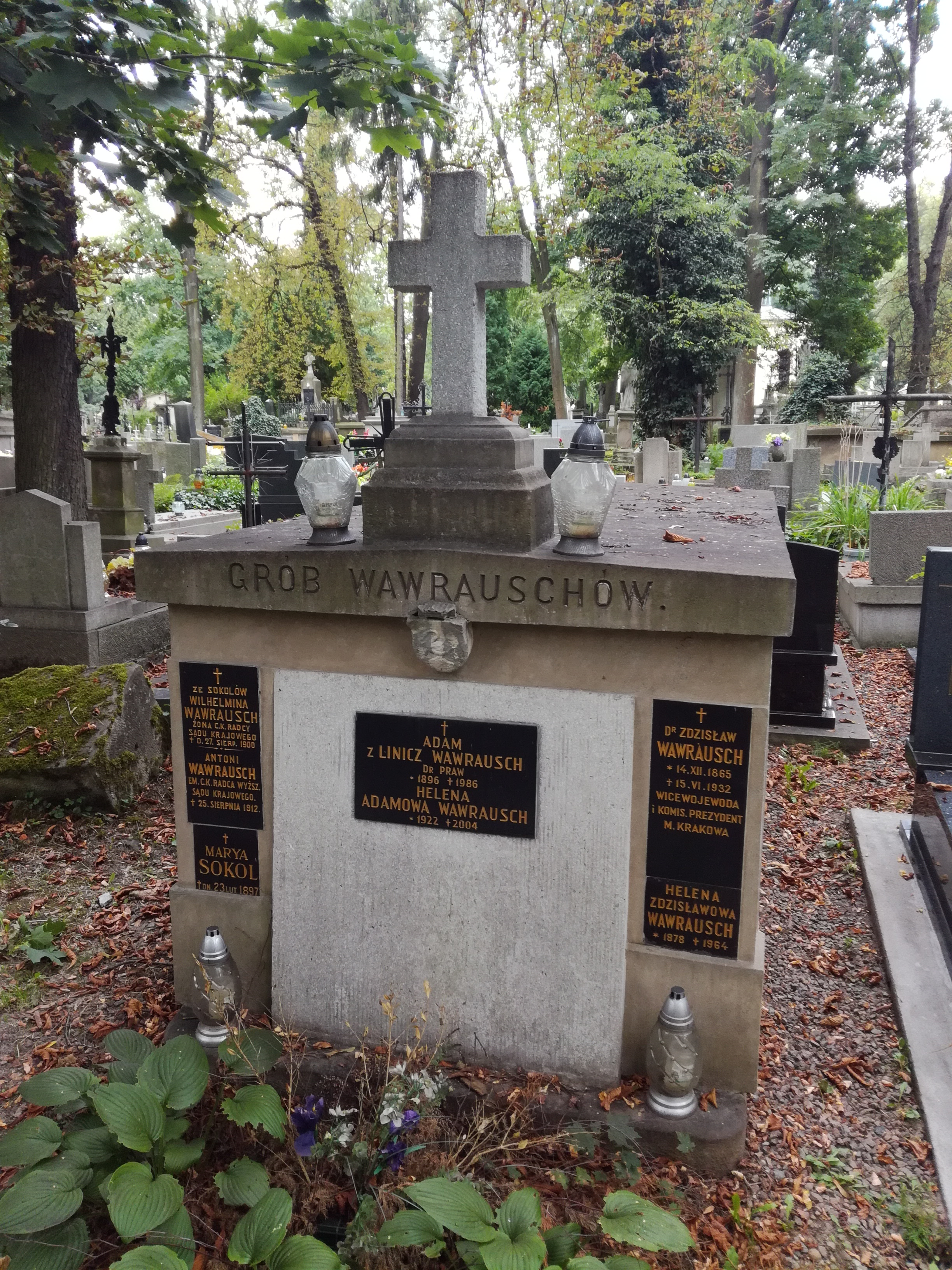
Grób Zdzisława Wawrauscha na cmentarzu Rakowickim